# Florian Pochlatko

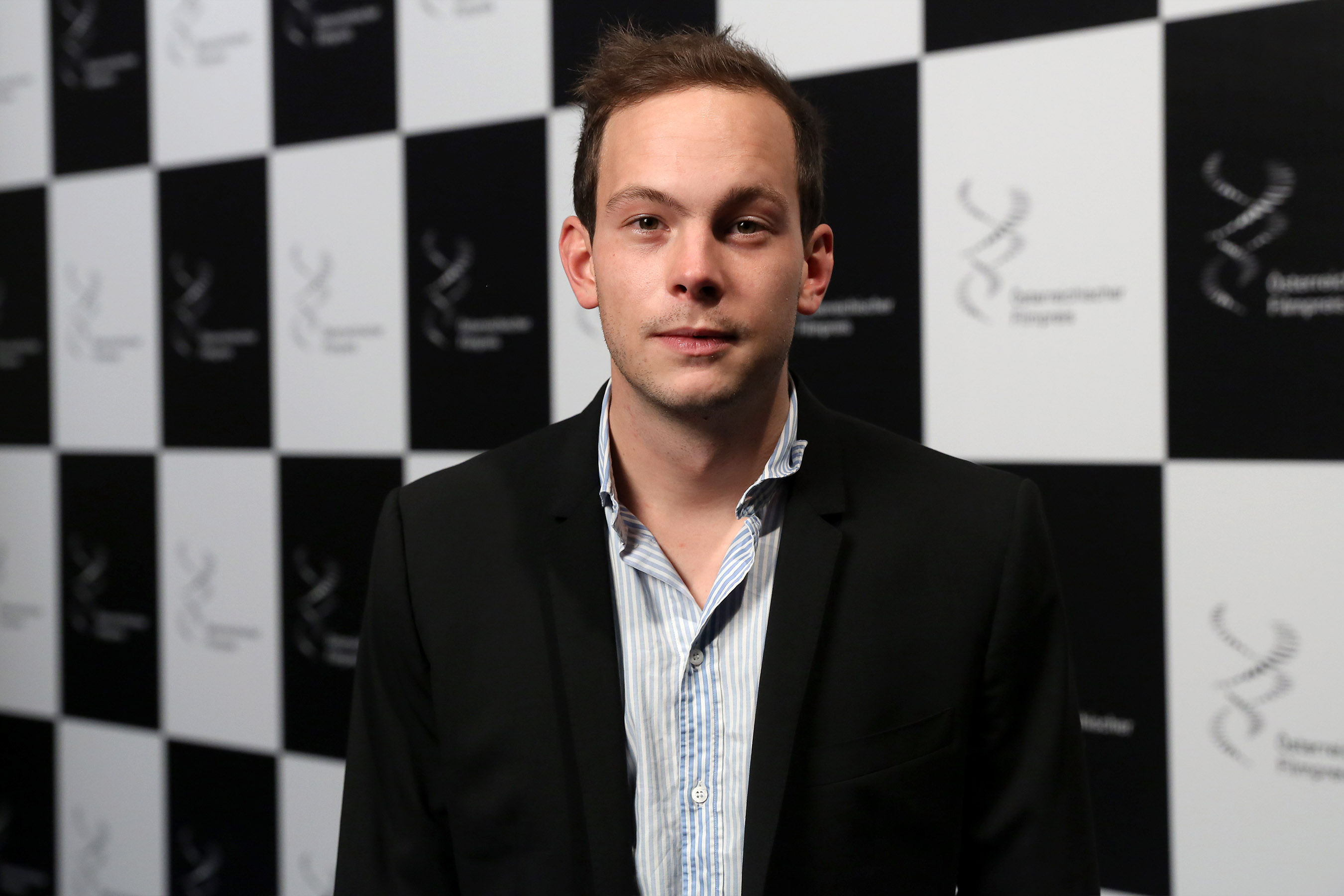
Florian Pochlatko, 2014

Florian Pochlatko (* 1986 in Graz) ist ein österreichischer Filmregisseur und Drehbuchautor.

## Leben und Ausbildung
Pochlatko ging in die HTL Ortweinschule für Kunst und Design. In Linz studierte er an der Universität der bildenden Künste und in Wien an der Universität für Musik und Darstellende Kunst und Filmakademie in der Klasse für Filmregie bei Michael Haneke. Zusätzlich studierte er Critical Studies bei Diedrich Diederichsen an der Akademie der bildenden Künste Wien.
Er lebt und arbeitet in Graz, Wien und Berlin. Sein Bruder ist der Filmproduzent Jakob Pochlatko.

## Werk

### Kurzfilme und Musikvideos
Zwischen 2013 und 2022 arbeitete er an Kurzfilmen und Musikvideos, unter anderem für Zebra Katz, Monsterheart, Koenigleopold und die Band Wanda. Sein Kurzfilm Erdbeerland gewann den Diagonale-Preis für den besten Kurzspielfilm 2013. Ein weiterer Meilenstein ist das 12-minütige Musikvideo God of Ghosts für Zebra Katz und DJ Leila, das 2016 veröffentlicht wurde. Dafür gewann er den Österreichischen Musikvideopreis im Rahmen des VIS Vienna Independent Shorts Festival verliehen wurde.

### Spielfilmdebüt
Sein Spielfilmdebüt Wie man normal ist und die Merkwürdigkeiten der anderen Welt feierte auf der Berlinale 2025 in der Kategorie Perspectives seine Weltpremiere und wurde für den Perspectives Award Best First Feature nominiert. Die österreichische Premiere hatte er als Eröffnungsfilm auf der Diagonale 2025.
Im Zentrum des Films steht Pia (gespielt von Luisa-Céline Gaffron), die nach einem Aufenthalt in der Psychiatrie in ihr Elternhaus zurückkehrt. Die Realität beginnt sich zunehmend aufzulösen, als sie mit verdrängten Erinnerungen und einer verzerrten Wahrnehmung konfrontiert wird. Der Film verbindet Elemente aus Popkultur, surreale Bildwelten und schwarzen Humor.

## Filmografie
- 2025: How to Be Normal and the Oddness of the Other World
- 2021: WEIL: Chaos (Musikvideo)
- 2017: Wanda: 0043 (Musikvideo)
- 2015: Zebra Katz x Leila: God of Ghosts / Nu Renegade (Musikvideo)
- 2012: Erdbeerland (Kurzspielfilm)
- 2012: Bunny Lake: Satallite Sky (Musikvideo)
- 2011: König Leopold – Heat the Water (Musikvideo)
- 2010: Eisberg (Kurzfilm)
- 2009: Von vergangenen Tagen (Kurzfilm)
- 2009: Im Auto – Segment „Porsche“ (Kurzfilm)
- 2006: Running Sushi (Kurzfilm)